# Survie, Orne

Survie este o comună în departamentul Orne, Franța. În 1 ianuarie 2018 avea o populație de 163 de locuitori.